# Xã Shawswick, Quận Lawrence, Indiana
Xã Shawswick (tiếng Anh: Shawswick Township) là một xã thuộc quận Lawrence, tiểu bang Indiana, Hoa Kỳ. Năm 2010, dân số của xã này là 20.469 người.